# Coelentéron

Schéma du système nutritif d'un polype.

Le coélentéron est, chez les coraux, l'ensemble de l'appareil digestif et nutritif qui regroupe la cavité gastro-vasculaire ainsi que les canaux gastro-vasculaire que l'on retrouve dans le coenosarc.